# Cranachstraße 1 (Weimar)

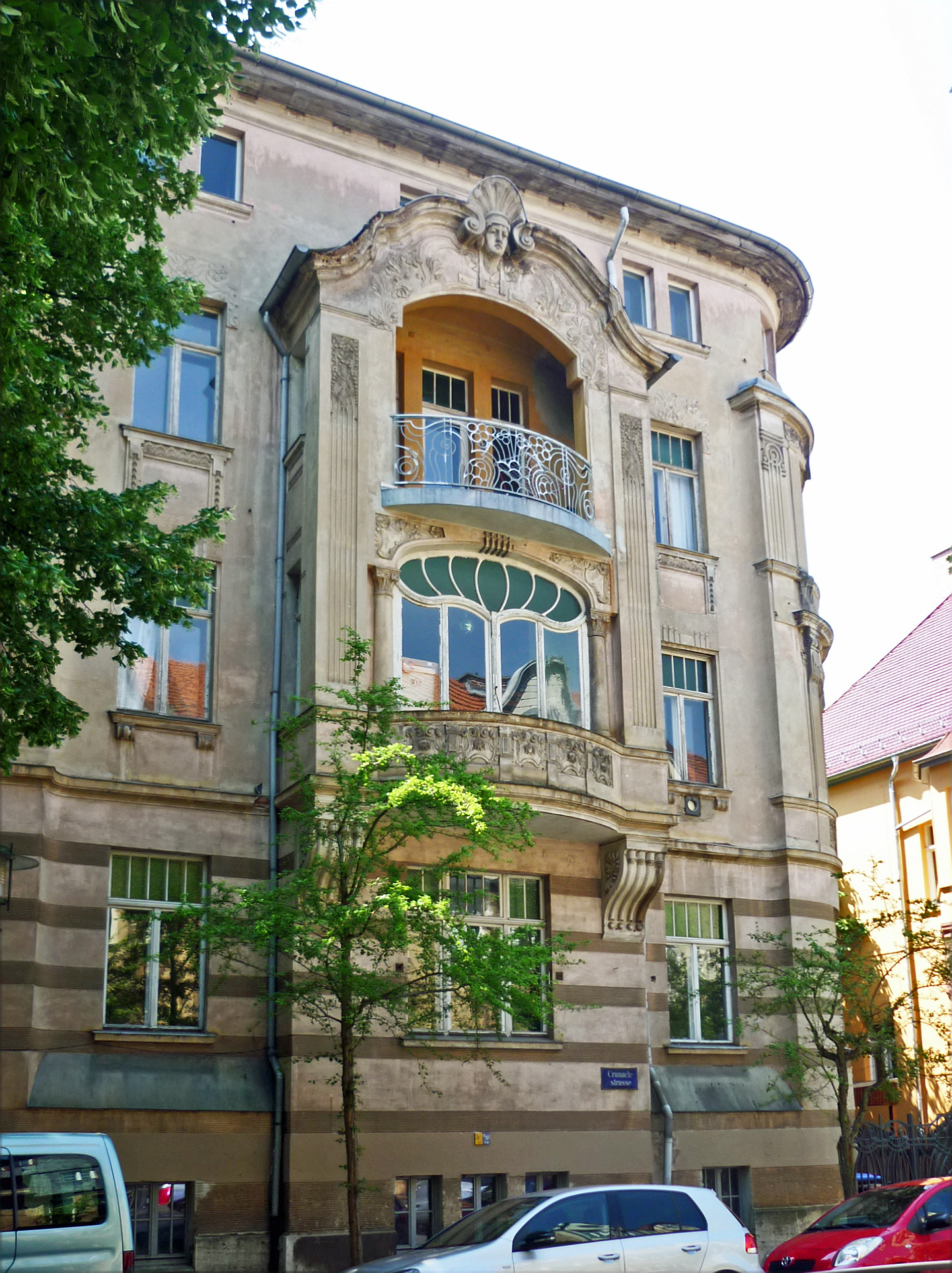
Cranachstraße 1

Die Cranachstraße 1 in Weimar ist ein mehrgeschossiges Wohngebäude des Jugendstil und steht an der Ecke zum Theodor-Hagen-Weg.
Das Gebäude ist eines von ca. 400 in Weimar errichteten Gebäuden des Jugendstils, das von Rudolf Zapfe entworfen wurde. Es entstand 1903. Das Gebäude mit unregelmäßigem Grundriss und abgerundeten Ecken zur Straßenseite hin hat einen Erker mit einem Wintergarten und einer darüber befindlichen Loggia, die mit einer sehr ornamentalen Bedachung versehen wurde. Der verputzte Bau ist reich verziert. Es besitzt zudem einen Garten, dessen schmiedeeiserner Zaun auch beachtenswert ist. Zapfe hat mehrere Villen in der Jugendstilzeit entworfen, die in der Cranachstraße errichtet wurden und noch erhalten sind. In diesem Hause wohnte der Germanist Eberhard Haufe.
Das Gebäude ist verzeichnet auf der Liste der Kulturdenkmale in Weimar (Einzeldenkmale).